# Dassault Falcon 10
Dassault Falcon 10 (známý také jako Mystère 10) je dvoumotorový proudový letoun kategorie business jet francouzského leteckého výrobce Dassault vzniklý v 60. letech 20. století. Navzdory svému číselnému označení byl vyvinut jako až druhý typ v rámci rodiny Dassault Mystère-Falcon, po Dassault Mystère 20. Ačkoliv je občas považován za pouhou zmenšenou variantu svého předchůdce, ve skutečnosti se jedná o zcela překonstruovaný stroj, s novým trupem nekruhového průřezu, novým křídlem se štěrbinovými klapkami, dělenými dvířky pro nástup cestujících, a mnoha prvky konstrukce oproti Falcon 20 zjednodušenými.

## Vznik
V roce 1969 Dassault-Breguet oznámil vývoj zmenšené obměny typu Falcon 20, která byla na domácím a evropském trhu uváděna jako Mystère 10, na americkém pak v návaznosti na předchozí model jako Minifalcon. Zde se nakonec ujalo pojmenování Falcon 10. Pro evropské odběratele se počítalo s francouzskými dvouproudovými pohonnými jednotkami SNECMA Turbomeca Larzac[zdroj⁠?!] se statickým tahem po 9,3 kN, na americký trh měl být nový typ dodáván s proudovými motory General Electric CJ610-9 s tahem po 13,6 kN,[zdroj⁠?!] nebo dvouproudovými Garrett AiResearch TFE 731-2[zdroj⁠?!] po 14,4 kN.

## Vývoj

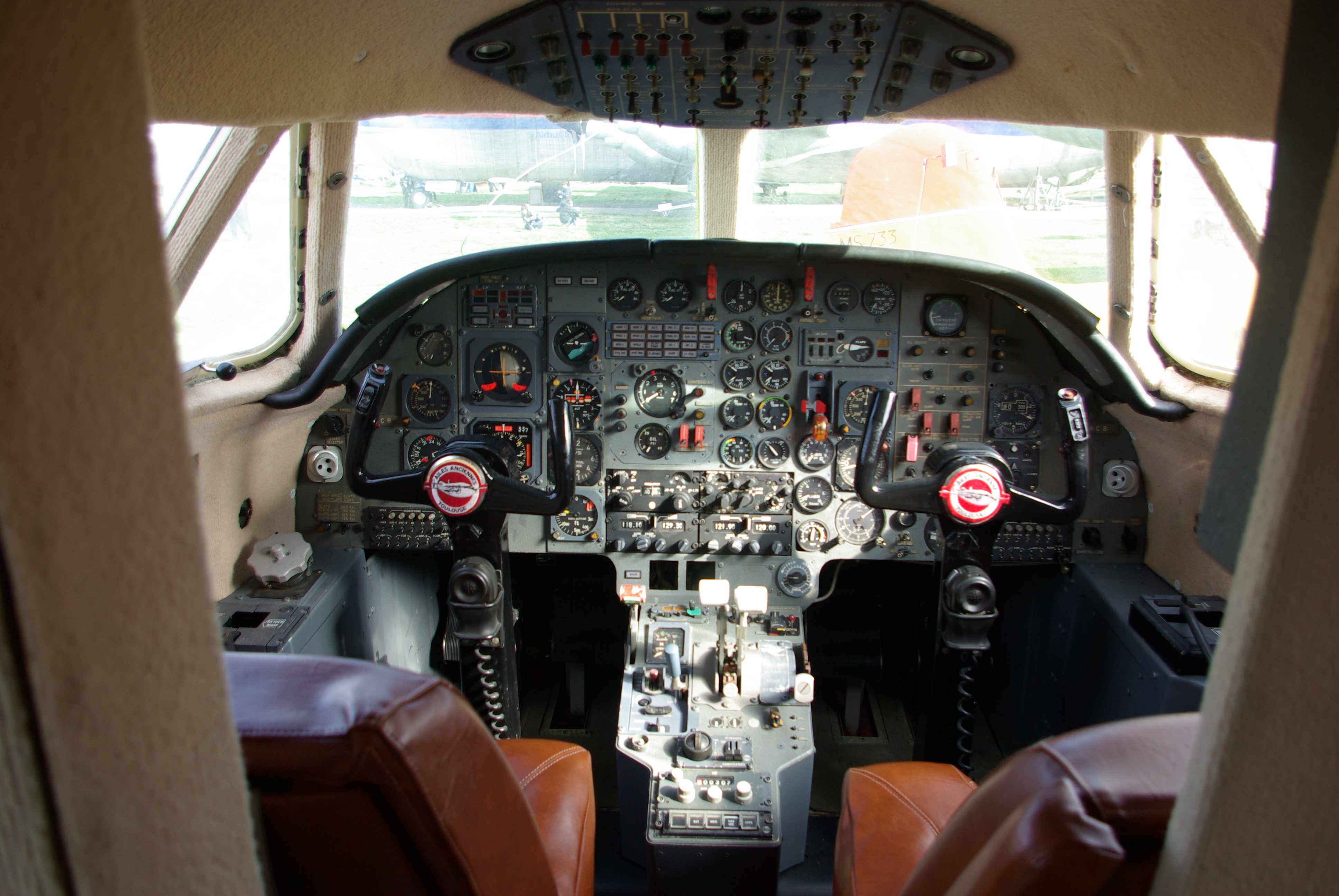
Kokpit stroje Falcon 10

První prototyp  Mystère 10 (imatrikulace F-WFAL) byl zalétán 1. 12 1970 s motory CJ610-9. Následně byl vrácen do dílen, kde byl změněn úhel nastavení křídla i vzepětí včetně zvětšení jeho šípu.
Druhý prototyp (F-WTAL) z října 1971 obdržel motory TFE 732-2, stejně jako třetí zalétaný v roce 1972. V květnu 1973 se druhý prototyp zapojil do testů motoru Larzac. Do levé gondoly byl instalován Larzac 02, v pravé nadále zůstal TFE 731-2. Později byl na tomto stroji vyzkoušen také motor Larzac 04, se kterým se počítalo pro cvičný letoun Alpha Jet. Standardními motory letounu Mystère/Falcon 10 se nakonec staly TFE 731-2.
První sériová „desítka“ byla dokončena v dubnu 1973, v září pak získala francouzské letové osvědčení.[zdroj⁠?!] Od listopadu tohoto roku byla přejímána zákazníky.
Typ si stále zachovává popularitu mezi uživateli a na trhu olétaných letounů této kategorie.

## Varianty
Minifalcon
Původní vývojové označení Falconu 10.
Falcon 10
Základní komerční provedení.
Falcon 10MER
Dopravní a spojovací varianta pro Francouzské námořnictvo.
Falcon 100
Modernizovaná varianta nahrazující původní provedení, se zvýšenou vzletovou hmotností, větším zavazadlovým prostorem a skleněným kokpitem.

## Uživatelé

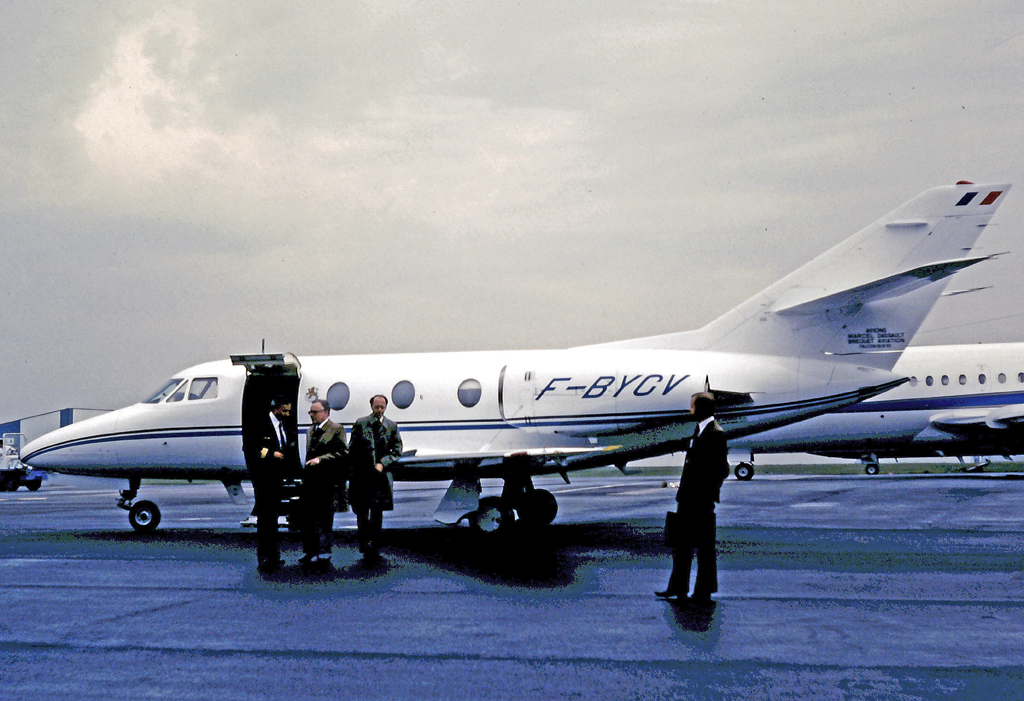
Falcon 10 (F-BYCV) na letišti Le Bourget v Paříži po příletu z Manchesteru.

### Civilní
- Kanada
  - Air Nunavut[3]
- Chorvatsko
  - chorvatská vláda - bývalý uživatel

### Vojenští
- Francie
  - Aéronavale
- Maroko
  - Marocké královské letectvo

## Specifikace

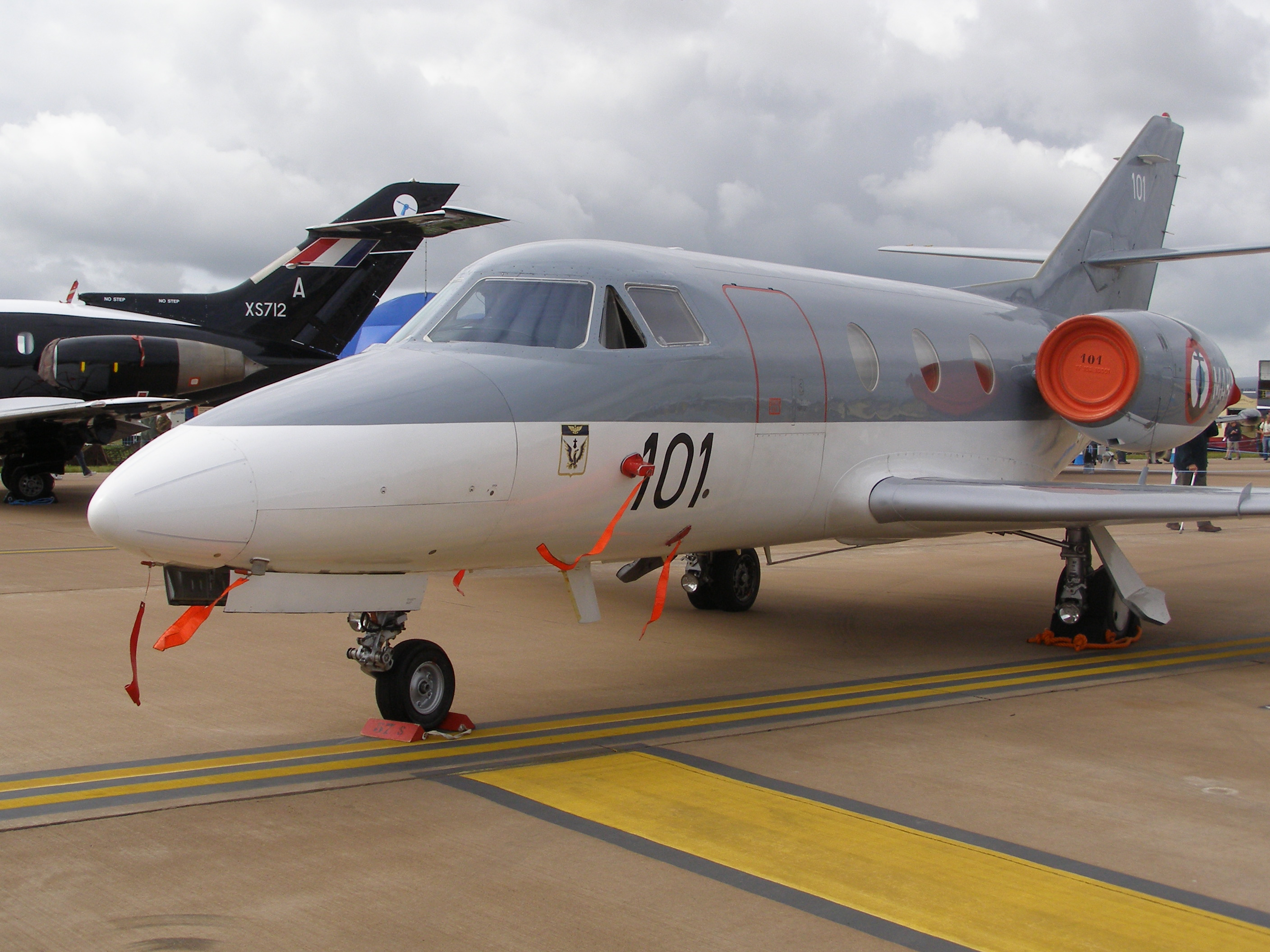
Falcon 10 Francouzského námořnictva

Údaje podle publikace The Encyclopedia of World Aircraft

### Technické údaje
- Osádka: 2
- Kapacita: 4-8 pasažérů
- Délka: 13,86 m
- Rozpětí: 13,08 m
- Výška: 4,61 m
- Nosná plocha : 24,1 m²
- Prázdná hmotnost: 4 880 kg
- Vzletová hmotnost: 8 500 kg
- Pohonná jednotka: 2 × dvouproudový motor Garrett TFE731-2 o tahu 14,65 kN každý

### Výkony
- Cestovní rychlost: 912 km/h
- Dolet: 3560 km